# Secret Fortune
Secret Fortune är ett brittiskt TV-program från BBC i samarbete med National Lottery som sändes på BBC One mellan 12 februari 2011 och 29 december 2012 med Nick Knowles som programledare. En svensk-version sändes under namnet Upp till miljonen. I programmet gjordes även en dragning från National Lottery.

## Programmet
Två par tävlar om att vinna mellan 100 och 100 000 brittiska pund genom att välja 24 numrerade kuvert som innehåller en slumpvald summa pengar genom att svara på kunskapsfrågor. I första spelhalvan väljer spelarna fyra kuvert i taget och väljer sen det kuvertet som de tror innehåller rätta svaret. Det kuvertet som har rätt svar innehåller mest pengar. I andra halvan är sex kuvert kvar och då väljer spelarna det kuvert som de tror är rätt svar. Det kuvertet som har rätt svar innehåller minst pengar. Till slut är det ett kuvert kvar och paret får vinsten som är i kuvertet. 
Beloppen är på 100, 500, 1 000, 2 000, 3 000, 4 000, 5 000, 6 000, 7 000, 8 000, 9 000, 10 000, 12 000, 14 000, 16 000, 18 000, 20 000, 22 000, 25 000, 30 000, 40 000, 50 000, 75 000, and 100 000 brittiska pund.